# TVM-Farm Frites
TVM-Farm Frites (auch TVM, TVM-Van Schilt, TVM-Ragno, TVM-Sanyo und TVM-Bison Kit) war eine niederländische Radsportmannschaft für Männer, die von 1988 bis 2000 existierte. Nach 1999 zog sich der Hauptsponsor TVM zurück und das Team setzte sich 2000 unter dem Namen Farm Frites fort. 2001 fusionierte Farm Frites mit Domo zu Domo-Farm Frites.
Gemanagt wurde das Team u. a. von Cees Priem, Guido Van Calster und Walter Verlee.

## Tour de France 1998
TVM wurde im Rahmen der Festina-Affäre von der Tour de France 1998 ausgeschlossen. Während der Tour wurde bekannt, dass im März desselben Jahres ein Teamwagen von TVM an der französischen Grenze mit EPO-Ampullen erwischt wurde. Am 28. Juli war daraufhin das Hotel des Teams von der Polizei durchsucht worden. Die Fahrer wurden in ein Krankenhaus gebracht, wo Blut-, Urin- und Haarproben von ihnen genommen wurden. Im Juli 2014 gaben die beiden TVM Fahrer Bart Voskamp und Jeroen Blijlevens gegenüber dem niederländischen Fernsehen zu, unter anderem die Substanzen im Lkw versteckt zu haben um sie über die Grenze zu schmuggeln. Ebenfalls gaben beide Fahrer außerdem an, dass TVM-Teamleiter Cees Priem davon nichts gewusst habe und damals in Frankreich zu Unrecht verurteilt worden sei. Priem selber war, mit diesen Aussagen konfrontiert, sichtlich getroffen, sagte aber "besser spät als nie".

## Bekannte Fahrer
| - Phil Anderson (1988–1990) - Maarten den Bakker (1992–1997) - Jeroen Blijlevens (1994–1999) - Geert Van Bondt (1998–2000) - Johan Capiot (1988–1994, 1997–2000) - Mario De Clercq (2000) - Bo Hamburger (1991–1997) - Sergei Iwanow (1997–2000) - Steven de Jongh (1995–1999) | - Andreas Klier (1999–2000) - Servais Knaven (1993–2000) - Dimitri Konyschew (1991–1992) - Robbie McEwen (2000) - Lars Michaelsen (1997–1998) - Peter Van Petegem (1995–2000) - Bram Schmitz (1999–2000) - Jesper Skibby (1989–1997) - Bart Voskamp (1993–1999) |

## Größte Erfolge

### Klassiker
- Paris–Tours
  - 1988 (Peter Pieters)
  - 1991 (Capiot)
- Gent–Wevelgem
  - 2000 (Van Bondt)
- Omloop Het Volk
  - 1990 (Capiot)
  - 1992 (Capiot)
  - 1997 (Van Petegem)
  - 1998 (Van Petegem)

### Rundfahrten
- Tour de France
  - 1996: 18. Etappe (Voskamp)
  - 1998: 4. Etappe (Blijlevens)
- Giro d’Italia
  - 1989: 17. Etappe (Anderson)
  - 1990: 4. Etappe (Teil 2) (Anderson)
- Vuelta a España
  - 1994: 17. Etappe (Voskamp)
  - 1997: 8. Etappe (Voskamp)
  - 1999: 10. Etappe (Serhij Uschakow)
- Tour de Suisse
  - 1993: 3. Etappe (Tristan Hoffman)
- Katalonien-Rundfahrt
  - 1997: 7. Etappe (Hamburger)
- Tour de Romandie
  - 1989: , 1. Etappe (Anderson)
- Tirreno–Adriatico
  - 1988: 1. Etappe (Anderson)
  - 1991: 3. Etappe (Konyschew), 7. Etappe (Jesper Skibby)
  - 1994: 4. Etappe (Skibby)
  - 1999: 7. Etappe (De Jongh)